# Тринидад (Колорадо)
Тринидад (енгл. Trinidad) град је у америчкој савезној држави Колорадо.

## Демографија
По попису из 2010. године број становника је 9.096, што је 18 (0,2%) становника више него 2000. године.
| Група             | 2000.         | 2010.         |
| Белци             | 4.393 (48,4%) | 4.201 (46,2%) |
| Афроамериканци    | 49 (0,5%)     | 86 (0,9%)     |
| Азијати           | 39 (0,4%)     | 78 (0,9%)     |
| Хиспаноамериканци | 4.364 (48,1%) | 4.547 (50,0%) |
| Укупно            | 9.078         | 9.096         |